# Limnephilus productus
Limnephilus productus är en nattsländeart som beskrevs av Banks 1914. Limnephilus productus ingår i släktet Limnephilus och familjen husmasknattsländor. Inga underarter finns listade i Catalogue of Life.